# Pierre de Froidmont
Pierre de Froidmont (7 januari 1997) is een Belgische wielrenner, vooral actief in het mountainbiken.

## Levensloop
De Froidmont behaalde als jeugdrenner bij het mountainbiken diverse medailles tijdens de Belgische kampioenschappen en werd eenmaal kampioen. In 2015 als junior klopte hij te Ottignies Niels Derveaux.
In 2020 maakte hij de overstap naar de elitecategorie. Tijdens de laatste wereldbekermanche van het seizoen 2021, in het Amerikaanse Snowshoe, eindigde hij voor het eerst in de top 20 van een Wereldbeker. Enkele weken later eindigde hij ook nog als derde op het Belgisch kampioenschap. In 2022 stapte hij over van BH-Wallonie MTB Team naar KMC-Orbea. Bij zijn nieuwe team eindigde hij als zesde in de eerste wereldbekermanche van het seizoen. Later dat seizoen zou hij nog tweemaal de top tien halen. In Snowshoe eindigde hij als tiende, in Mont-Sainte-Anne als vijfde. Hij zou uiteindelijk als achtste eindigen in het eindklassement.

## Palmares

### Cross-Country
Overwinningen
| Seizoen | Wereldbeker | OS  | WK  | EK  | BK     | Overige                      | Totaal aantal zeges |  |
| ------- | ----------- | --- | --- | --- | ------ | ---------------------------- | ------------------- |  |
| 2018    |             | NVT | NVT | NVT | NVT    | Beringen, Érezée             | 2                   |  |
| 2019    |             | NVT | NVT | NVT | NVT    | Zoetermeer                   | 1                   |  |
| 2020    |             | NVT | 31e | DNS | NVT    | Wijster                      | 1                   |  |
| 2021    |             | DNQ | 57e | 32e | Brons  |                              | 0                   |  |
| 2022    |             | NVT | 12e | 38e | Zilver |                              | 0                   |  |
| 2023    |             | NVT | 46e | 6e  | Goud   | Albenga, Sittard, Sakarya    | 4                   |  |
| 2024    |             |     | -   | -   | Goud   | Eupen, Sakarya I, Sakarya II | 4                   |  |
|         |             |     |     |     |        |                              |                     |  |
| Totaal  | 0           | 0   | 0   | 0   | 2      | 12                           | '                   |  |

Resultatentabel
| 2020   | NVT | 96e | NVT | 31e | DNS | NVT    |  |  |
| 2021   | 37e | 51e | DNQ | 57e | 32e | Brons  |  |  |
| 2022   | 8e  | 11e | NVT | 12e | 38e | Zilver |  |  |
| 2023   | 31e | 22e | NVT | 46e | 6e  | Goud   |  |  |
|        |     |     |     |     |     |        |  |  |
| Totaal | 0   | 0   | 0   | 0   | 0   | 1      |  |  |

### Jeugd
Belgisch kampioenschap mountainbike, Cross-country
2015 (junioren)